# Rosse casiornis
De rosse casiornis (Casiornis rufus) is een zangvogel uit de familie Tyrannidae (tirannen).

## Verspreiding en leefgebied
Deze soort broedt in Bolivia, centraal en zuidoostelijk Brazilië, Paraguay en noordelijk Argentinië. Buiten de broedtijd trekt deze vogel naar noordelijker delen van Brazilië en westelijk tot Peru.

## Status
De grootte van de populatie is niet gekwantificeerd maar de soort wordt omschreven als vrij algemeen. Op de Rode lijst van de IUCN heeft deze soort de status niet bedreigd.